# Doença de Paget-Schroetter
A Doença de Paget-Schroetter, conhecida também como trombose venosa de esforço ou ainda, trombose venosa profunda superior é uma doença rara, potencialmente fatal e que geralmente acomete pacientes jovens.
A veia subclávia é a principal afetada pela patologia.